# Градимир Гојер
Градимир Гојер (рођен 4. марта 1951. године) је босанскохерцеговачки позоришни редитељ и писац, рођен у Мостару. Студирао и дипломирао у области режије и књижевности на Универзитету у Сарајеву. Режирао је у неким од највећих босанскохерцеговачких позоришта и многим регионалним, као што су позоришта у Београду, Битољу и Сплиту.
Добитник је бројних награда на различитим међународним позоришним фестивалима. Обављао је функцију потпредседника Социјалдемократске партије Босне и Херцеговине. Током опсаде Сарајева (1992–1996), остао је у граду и наставио је да ради на позоришној сцени. Радио је на организацији Сарајевског ратног позоришта, поред тога што је био директор и уметнички руководилац Камерног театра 55. Такође је био министар у влади Босне и Херцеговине и добитник награде Међународног центра за мир за своја уметничка достигнућа.
Редовни је коментатор политичких догађаја у Босни и Херцеговини и објављује вести и колумне са личним ставовима за локалне и регионалне публикације.